# Llista de jutges de Torres
Els jutges de Torres foren els sobirans del Jutjat de Torres a l'illa de Sardenya.

## Llista de jutges de Torres
- Gonnari Comit de Salanis (o Gunnari Comit de Salanis) jutge d'Arborea i Torres, començaments del segle xi.
- Barisó d'Arborea i Torres meitad del segle xi.
- Andreu Tanca, meitat del segle XI
- Marià I de Torres segona meitad del segle XI-vers 1082
- Constantí I de Torres vers 1082-vers 1127
- Gunnari I de Torres vers 1127-1153 (absent a les croadas 1147-1150)
- Saltar de Gunale, pretendent 1127
- Itocor Gambella, regent vers 1127-1140
- Barisó II de Torres, regent 1147-1150, jutge 1153-1186 (mort el 1191)
- Constantí II de Torres 1186-1198
- Comit de Torres 1198-1218
- Marià II de Torres 1218-1233 (associat 1203-1218)
- Barisó III de Torres 1233-1236
- Adelàsia de Torres 1236-1259
- Ubald I Visconti de Gallura (espòs) 1236-1238
- Enzo de Hohenstaufen 1238-1239 (rei 1238-1239, nominal rei 1238-1272)
- Repartit entre Arborea i els Dòria 1272-1323
- A Catalunya-Aragó des del 1323-1324